# Stato libero di Meclemburgo-Strelitz
Lo Stato libero di Meclemburgo-Strelitz (in tedesco: Freistaat Mecklenburg-Strelitz) fu uno Stato della Germania dal 1918 al 1933 formatosi durante la Repubblica di Weimar. La capitale era Neustrelitz.

## Storia
Lo Stato libero di Meclemburgo-Strelitz si formò dopo la fine del Granducato di Meclemburgo-Strelitz dovuta al crollo della monarchia in Germania a seguito della Rivoluzione tedesca di novembre dopo la fine della prima guerra mondiale nel 1918.
Nel 1932 venne annesso alla Prussia per poi essere inglobato, con le votazioni del 1º gennaio 1934, nei domini del Terzo Reich con il confinante stato di Meclemburgo-Schwerin, ed andò a formare lo Stato di Meclemburgo-Pomerania Anteriore.

## Presidenti dello Stato libero di Meclemburgo-Strelitz
|                   | Nome                                   | Inizio dell'incarico | Fine dell'incarico | Partito           |
| Ministro di Stato | Ministro di Stato                      | Ministro di Stato    | Ministro di Stato  | Ministro di Stato |
| ----------------- | -------------------------------------- | -------------------- | ------------------ | ----------------- |
| 1                 | Peter Franz Stubmann                   | 1918                 | 1919               | DDP               |
| 2                 | Hans Krüger                            | 1919                 | 1919               | SPD               |
| Presidente        |                                        |                      |                    |                   |
| 1                 | Karl Gustav Hans Otto von Reibnitz     | 1919                 | 1923               | SPD               |
| 2                 | Karl Schwabe                           | 1923                 | 1928               | DNVP              |
| 3                 | Karl Gustav Hans Otto von Reibnitz     | 1928                 | 1931               | SPD               |
| 4                 | Heinrich Wilhelm Ferdinand von Michael | 1931                 | 1933               | DNVP              |
| 5                 | Fritz Stichtenoth                      | 1933                 | 1933               | NSDAP             |
| Reichsstatthalter |                                        |                      |                    |                   |
| 1                 | Friedrich Hildebrandt                  | 1933                 | 1933               | NSDAP             |